# Rotgaudo
Rotgaudo, anche Rodgaudo e Hrodgaud e Rotcauso, (... – 776) è stato un duca longobardo, ultimo duca del Friuli dal 774 al 776.

## Biografia
Scarse le informazioni sul suo ducato. Molto probabilmente era già duca sotto il regno di Desiderio, anche se alcune fonti franche (gli Einhardi annales) riportano che a installarlo sul trono di Cividale sarebbe stato Carlo Magno, all'indomani della sua conquista della Langobardia Maior (774). Poco più tardi, però (775), il duca si ribellò al sovrano, rompendo i giuramenti di fedeltà stretti con il re franco. L'azione è forse da iscrivere in una più vasta congiura, denunciata da papa Adriano I, che avrebbe coinvolto anche i Bizantini, i bavari, Arechi II, duca di Benevento (il quale però venne bloccato da due inviati franchi, allo scopo di intavolare un accordo: forse vi era dissenso su chi avrebbe cinto la corona longobarda dopo la eventuale sconfitta di Carlo Magno, il quale non doveva essere necessariamente Adelchi), Reginbaldo di Chiusi, Ildebrando, duca di Spoleto e che mirava a riportare Adelchi sul trono longobardo. Anche Paolo Diacono non fu estraneo alla congiura: in ogni caso, suo fratello Ratchis venne fatto prigioniero da un franco nella battaglia in cui morì il duca.
La rivolta scoppiò solo nella parte nord-orientale del regno. Carlo Magno comunque ripassò prontamente le Alpi dopo aver sconfitto i Sassoni e stroncò la rivolta, sconfiggendo Rotgaudo, che morì sul campo di battaglia. Gli unici duchi che appoggiarono il duca friulano furono Gaido (duca di Vicenza) e il suocero di Rotgaudo, Stabilinio (duca di Treviso). Proprio in quest'ultima città, Carlo Magno celebrò la Pasqua il 14 aprile 776, sancendo la sconfitta totale dei rivoltosi. Molti nobili ribelli furono deportati in Francia (tra cui Arichis, il fratello di Paolo Diacono), mentre i loro beni in patria furono confiscati (come nel caso di Waldando e Aione).
Dopo la deposizione di Rotgaudo il ducato venne affidato a personalità fedeli all'imperatore, nel quadro di un più ampio riordino dei suoi domini. Nel 781, divenne la marca del Friuli, affidata al duca longobardo Marcario.